# Mužovići
Mužovići (cyr. Мужовићи) – wieś w Czarnogórze, w gminie Cetynia. W 2011 roku liczyła 10 mieszkańców.